# Санта-Понса
Са́нта-По́нса (исп. Santa Ponsa, кат. Santa Ponça) — небольшой курортный город на юго-западе Майорки. Расположен в муниципалитете Кальвия, в 20 километрах от столицы острова — Пальмы. Численность населения в 2020 году составила 11 278 человек.

## История
Город Санта-Понса получил своё название по расположенному на его месте во времена Римской империи поселению Sancta Pontia. Остатки римского города, обнаруженные в 1886 году, являются первыми из открытых на Майорке памятников римского периода. В сентябре 1229 года на этих берегах высадился король Хайме I, чтобы отбить Майорку у мавров после более чем 300 лет мусульманского правления. Майорка вошла в состав Королевства Арагон и позднее была присоединена к Королевству Испания. Большой крест у входа в пристань Санта-Понсы отмечает место, где пришвартовался Хайме I. Каждый сентябрь в городе проходит грандиозная двухнедельная фиеста Рей эн Хайме (Rei en Jaume), посвященная этой высадке, с «битвой» между «маврами» и «христианами» на пляже. Завершается праздник концертом поп-исполнителей и фейерверком.
По случаю 700-го юбилея исторической высадки в 1929 году в Санта-Понсе был построен каменный храм.
Первые попытки урбанизации в Санта-Понсе были предприняты в 1925 году, но первоначальный проект по образцу «города-сада» был претворён в жизнь только в 1933 году. Основная урбанизация поселения относится к 1955 году, когда были открыты два пляжа, морской дощатый настил, яхтенный док, поля для гольфа и другие спортивные сооружения.
Санта-Понса стала свидетелем ряда важных политических встреч, в частности, встречи президента Испании Фелипе Гонсалеса и лидера ливийской революции Муамара Эль Каддафи в 1984 году. Интересен тот факт, что эта встреча прошла в местах, где 800 лет назад сарацины потерпели первое поражение в сражении с христианами.
В 1962 году в окрестностях Санта-Понсы был снят фильм «Байя де Пальма» («Bahía de Palma»), где впервые в мире американская актриса немецкого происхождения Эльке Зоммер публично носила бикини. Эти сцены были несколько провокационными для тех времён и снимались в присутствии полиции.

## Туризм
Городок является популярным местом отдыха и привлекает людей из стран с более холодным климатом, таких как Германия, Нидерланды, Ирландия и Великобритания. Некоторые иностранцы покупают виллы и апартаменты на холмах по бокам залива. В последние годы этот курорт стал популярным местом отдыха среди молодёжи из-за его насыщенной ночной жизни и близкого расстояния до Магалуфа, другого района ночных развлечений.
Санта-Понса славится пляжами с белым песком и прозрачной чистой водой. Главный пляж курорта Плая-де-Санта-Понса (Playa de Santa Ponsa) удостоен награды «Голубой флаг». Он достаточно просторен, а в последние годы был ещё расширен за счёт завезённого песка.
В летние дни температура воздуха держится около отметки +30 градусов по Цельсию, по ночам в среднем 20 градусов тепла, море прогревается до температуры от +21 до +25 градусов.

## Развлечения и спорт
На пляжах Санта-Понсы предлагаются такие виды отдыха, как водные лыжи, водные велосипеды, гидроциклы, катание на «банане», параглайдинг, экскурсии на кораблях вдоль побережья. В городе имеется множество ресторанов, пабов, ночных клубов и диско-баров. В барах здесь часто вживую играют ирландский фолк, гитара или скрипка. Главная улица Санта-Понсы — Рамон де Монткада (Ramon de Montcada) — является самым оживленным местом курорта, а летними вечерами на площади в близрасположенном жилом районе Коста де ла Кальма (Costa de la Calma) напротив отеля «Жардин Плайя» (Jardin Playa) проходят выступления музыкальных групп.
В Санта-Понсе имеются два 18-луночных и одно 9-луночное поля для гольфа. Гольф-клуб «Santa Ponsa I» был открыт в 1977 году и предназначен для общественного пользования. Гольф-клуб «Santa Ponsa II» был открыт в 1991 году, «Santa Ponsa III» — в 1999 году. Два последних клуба предназначены только для их членов. В первом и втором гольф-клубах проводятся европейские турниры гольфистов "European PGA Tour "и «Open de Golf».
В естественной бухте Санта-Понсы, известной как Са Калета (Sa Caleta), находится яхт-клуб «Клуб Наутико Санта Понса» (Club Náutico Santa Ponsa), построенный в 1975 году. В яхтенной гавани можно разместить до 522 лодок длиной от 7 до 20 метров, там же предлагаются услуги сухих доков.
В городе расположены несколько теннисный клубов на улице Carrer del Riu Síl и Mallorca Country Club на Avinguda del Golf, 20. В данных клубах проводятся регулярные соревнования мирового уровня. В конце июня Медведев, Даниил Сергеевич впервые в карьере выиграл турнир на траве, победив на Mallorca Championships. В финале турнира ATP 250 россиянин победил Сэма Куэрри (6-4 6-2).
Округа города известна своими археологическими достопримечательностями, среди которых выделяется археологический парк «Пуч де са Мориска» (Puig de sa Morisca).
В городе расположен семейный парк развлечений «Джунгл Парк» (Jungle Parc).
В получасе езды от Санта-Понсы располагается природный парк «Ла Резерва» (La Reserva Puig de Galatzó).

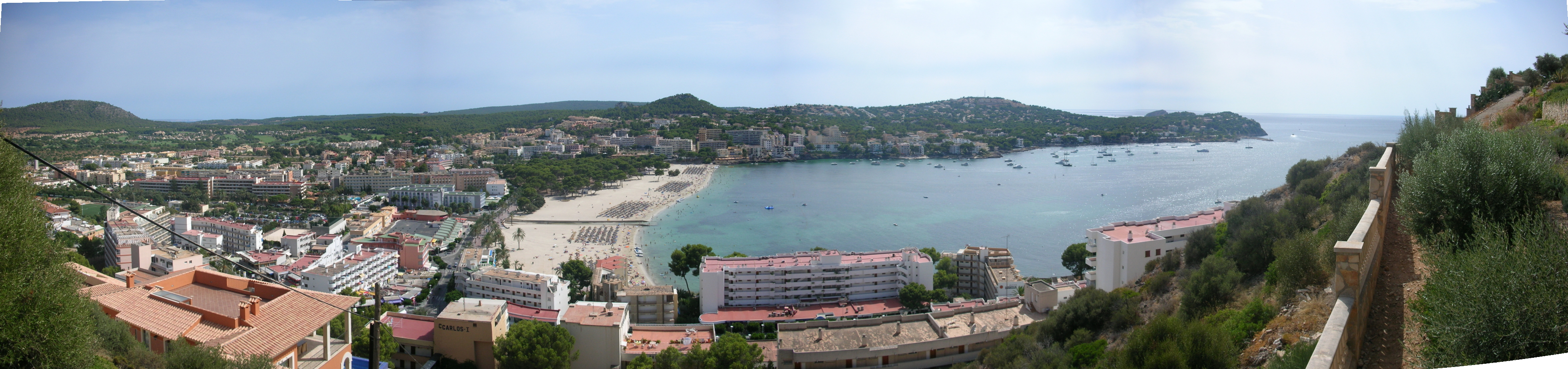